# Конфолан-Пор-Дьё
Конфола́н-Пор-Дьё (фр. Confolent-Port-Dieu, окс. Confolens) — коммуна во Франции, находится в регионе Лимузен. Департамент — Коррез. Входит в состав кантона Бор-лез-Орг. Округ коммуны — Юссель.
Код INSEE коммуны — 19167.
Коммуна расположена приблизительно в 370 км к югу от Парижа, в 105 км восточнее Лиможа, в 65 км к северо-востоку от Тюля.

## Население
Население коммуны на 2008 год составляло 29 человек.
| 1962 | 1968 | 1975 | 1982 | 1990 | 1999 | 2008 |
| ---- | ---- | ---- | ---- | ---- | ---- | ---- |
| 48   | 57   | 40   | 30   | 38   | 39   | 29   |

## Администрация
| Период | Период | Фамилия         | Партия | Примечания |
| ------ | ------ | --------------- | ------ | ---------- |
| 2001   | 2008   | Жан-Луи Лурадур |        |            |
| 2008   | 2020   | Мартин Жамен    |        |            |
| 2020   |        | Николя Жув      | Правые |            |

## Экономика

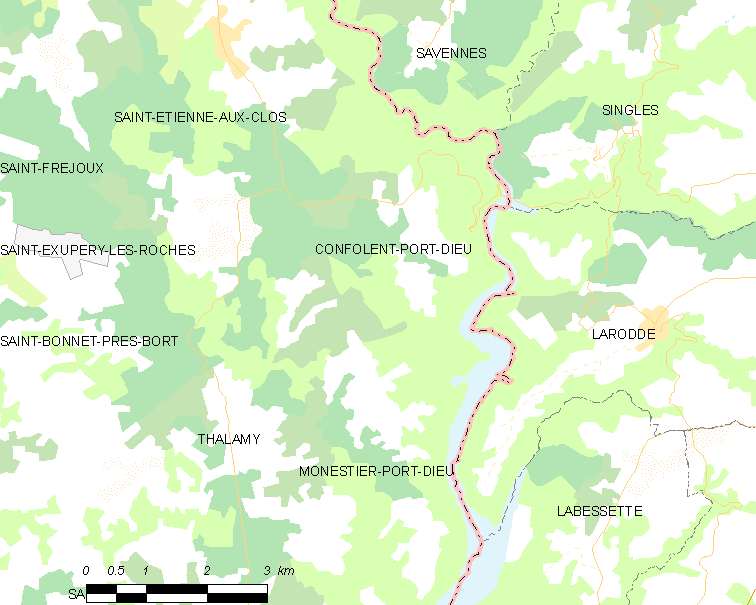
Карта коммуны

В 2007 году среди 20 человек в трудоспособном возрасте (15-64 лет) 15 были экономически активными, 5 — неактивными (показатель активности — 75,0 %, в 1999 году было 78,9 %). Из 15 активных работали 12 человек (6 мужчин и 6 женщин), безработных было 3 (2 мужчин и 1 женщина). Среди 5 неактивных 1 человек был учеником или студентом, 4 — пенсионерами, 0 были неактивными по другим причинам.

## Достопримечательности
- Бывший монастырь Пор-Дьё (XV век). Памятник истории с 1988 года[3]